# Telescopus tessellatus
Telescopus tessellatus – gatunek bliskowschodniego węża z rodziny połozowatych (Colubridae).

## Systematyka
Zwierzęta te zalicza się do rodziny połozowatych, do której zaliczano je od dawna. Starsze źródła również umieszczają Telescopus w tej samej rodzinie Colubridae, używając jednak dawniejszej polskojęzycznej nazwy: wężowate albo węże właściwe. Poza tym Colubridae zaliczają do infrapodrzędu Caenophidia, czyli węży wyższych. W obrębie rodziny rodzaj Telescopus należy natomiast do podrodziny Colubrinae.

## Rozmieszczenie geograficzne
Telescopus tessellatus żyje w Iraku i Iranie. W tym ostatnim kraju spotyka się go względnie często.
Siedlisko tego węża to skaliste tereny górskie, porośnięte roślinnością krzaczastą, skaliste stepy.

## Cykl życiowy
Jest to zwierzę jajorodne.

## Zagrożenia i ochrona
Nie ma poważnych zagrożeń dla gatunku. W Iranie odnotowano jego obecność w pobliżu obszaru chronionego Dinar Kuh.